# Knić
Koordinaten: 43° 56′ N, 20° 43′ O
Knić ist ein Ort in Serbien. Er liegt im Verwaltungsbezirk Šumadija, rund zwei Kilometer östlich des Gružasees an der Straße von Čačak nach Kragujevac.

## Söhne des Ortes
- Stevan Knićanin (1809–1855), serbischer General